# Gainesville, Texas
Gainesville là một thành phố thuộc quận Cooke, tiểu bang Texas, Hoa Kỳ. Năm 2010, dân số của xã này là 16002 người.

## Dân số
- Dân số năm 2000: 15538 người.
- Dân số năm 2010: 16002 người.